# 바이에른 기독교사회연합
바이에른 기독교사회연합( ── 基督敎社會黨聯合, 독일어: Christlich-Soziale Union in Bayern 크리스틸리히-조치알레 우니온 인 바이에른[*]), 약칭 기사련(基社聯, CSU (도움말·정보) 씨에스우[*])은 기독교 민주주의와 사회보수주의를 표방하는 독일의 정당이다. 이 정당은 오직 바이에른주에서만 활동하며, 전국정당으로 활동하는 독일 기독교민주연합 (CDU,기독교 민주연합,기민련)를 자매정당으로 두고 있다. 기독교사회연합(이하 '기사련')은 국내 문제 및 사회적 이슈에 대해 독일 기독교 민주연합(이하 '기민련')보다 보수적인데 비해, 재정 문제에 대해서는 더 진보적인 성향을 가지고 있는 것으로 평가된다. 연방 하원인 '분데스탁' 내에서 기민련과 연정을 형성하고 있으며, 이를 가리켜 흔히 '연합 연정' (die Unionsfraktion)이라 부른다. 연방 수준에서는 현재까지 '기민/기사 연합'은 독일 사회민주당과 함께 대연정 (또는 '적-흑연정')을 이루어 집권하고 있었으나, 2013년 9월 22일에 치러진 최근의 총선 결과 기민/기사련이 연방 하원에서 제1당의 자리를 차지하고, 이들보다 더 오른쪽에 선 자유민주당이 모든의석을 잃자 사민당과 '대연정'을 이루었다. 바이에른주에서는 기사련이 자유민주당과 함께 연정을 이루어 집권하고 있다. CSU는 바이마르 공화국 당시 창당한 가톨릭 계열의 바이에른 인민당을 전신으로 한다.
기독교사회연합은 유럽 국민당 (EPP)의 회원이며, 유럽 의회 내에서 역시 유럽 국민당에 소속되어 있다.

## 개요
프란츠 요세프 슈트라우스 (1915-1988)는 1961년부터 그가 생을 마감한 1988년까지 강력한 리더십을 발휘했다. 그는 1953년부터 1969년까지 연방 정부에서 네 차례나 장관직을 지냈으며, 1978년부터 1988년까지는 바이에른주의 주지사를 지냈다. 프란츠 슈트라우스는 1980년에 독일 총리의 후보에 오른 기사련의 첫 지도자이기도 했다. 1980년의 독일 연방 선거에서 독일 사회민주당 출신 현직 총리인 헬무트 슈미트를 맞아 선전했던 것이다.
기사련은 사민당과 자민당, 그리고 바이에른 당이 연합하여 집권한 1950년부터 1953년 사이를 제외하고는, 1949년에 정계에 등장한 이래 바이에른주에서 늘 집권당의 위치를 차지하고 있었다. (현재는 자유민주당과 연정을 구성해 집권하고 있다.) 또한 1966년부터 2008년까지, 기사련은 주의회의 '만년 다수당'이었다. 그들의 통치 수준은 전후 독일 사회에서 꽤 눈여겨 볼만한 것이었다. 1999년부터 CSU의 당수에 오른 에드문트 슈토이버는 2002년의 총리 선거에 출마하였으나 사민당의 게르하르트 슈뢰더에게 패배한다. 2003년에 기사련은 주 의회의 다수(총원 180석 중 60.7%에 해당하는 124석 획득)를 차지하며 다시 바이에른 주의 집권당이 된다. 2007년 1월 18일, 스토이버는 주지사직에서 사임하는 한편 그해 9월 30일에는 기사련의 당수직 역시 그만두게 된다.
기사련이 바이에른주에서 강력한 영향력을 행사하고는 있으나, 기초자치단체의 상황은 주 상황보다는 더 다양하다. 바이에른주의 큰 도시들인 뮌헨과 뉘른베르크의 경우에는 사민당 출신을 시장으로 선출하기도 하였다. 2008년 9월 28일에는 기사련이 바이에른주의 선거에서 1966년 이래 처음으로 과반을 차지하지 못하였고, 이는 자민당과 연립정권을 세우게 되는 배경이 된다.

## 정당구조 및 집행현황[5]
| 직위      | 명단                                                         |
| --------- | ------------------------------------------------------------ |
| 의장      | 호르스트 제호퍼                                              |
| 부회장    | 비테 메르크 , 피터 람자우어, 크리스티안 슈미트 , 바바라 슈탐 |
| 회계      | 토마스 바우어 , 울리케 샤프                                  |
| 명예 회장 | 에드문트 슈토이버, 테오 바이겔                               |
| 비서      | 프란츠 메이어 , 수잔 플랑크                                  |

## 역대 지도부

### 당 의장
| 대수   | 이름                     | 취임             | 퇴임             |
| ------ | ------------------------ | ---------------- | ---------------- |
| (임시) | 요제프 뮐러              | 1945년 12월 17일 | 1946년 5월 17일  |
| 1      | 요제프 뮐러              | 1946년 5월 17일  | 1949년 5월 28일  |
| 2      | 한스 에하르트            | 1949년 5월 28일  | 1955년 1월 22일  |
| 3      | 한스 자이델              | 1955년 1월 22일  | 1961년 3월 18일  |
| 4      | 프란츠 요제프 슈트라우스 | 1961년 3월 18일  | 1988년 10월 3일  |
| 5      | 테오 바이겔              | 1988년 11월 19일 | 1999년 1월 16일  |
| 6      | 에드문트 슈토이버        | 1999년 1월 16일  | 2007년 9월 29일  |
| 7      | 에르빈 후버              | 2007년 9월 29일  | 2008년 10월 25일 |
| 8      | 호르스트 제호퍼          | 2008년 10월 25일 | 2019년 1월 19일  |
| 9      | 마르쿠스 죄더            | 2019년 1월 19일  | 현직             |

## 역사

### 창당 (1945~1949년)

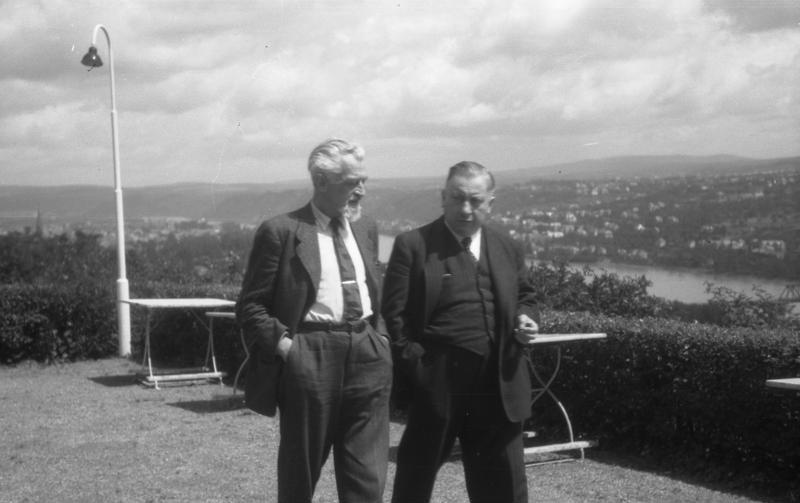
1948년 리터스투르츠 회의에 참석한 요제프 뮐러(오른쪽). 뮐러는 기사련의 첫 의장이었다.

1945년 여름, 바이에른 주의 여러 지역에 정치에 관심이 있는 사람들이 시민을 위한 기독교 정당을 창당하기 위해 모였다. 그 정당의 이름은 기독교 사회 연합이었다. 뷔르츠부르크와 뮌헨이 기독교 사회 연합이 창당되었던 주요 거점이었다. 같은 해 9월 12일 뮌헨의 시청에서 그들은 정당의 이름을 '바이에른 기독교사회연합(Christlich-Soziale Union in Bayern)'으로 결정했다. 1945년 9월 12일은 바이에른 기독교 사회 연합당의 공식적인 창당 회의였던 것이다.
12월에 요제프 뮐러가 창당준비위원회 임시의장으로 선출됐다. 1946넌 5월 17일 열린 첫 번째 기독교사회연합 전당대회에서 뮐러가 당원들의 승인을 받아 의장으로 선출됐다. 그를 중심으로 정당의 광범위한 틀이 갖추어지기 시작했다.
5월 28일 미군정은 추기경 파울하버스의 추천으로 프리츠 셰퍼를 바이에른주의 주총리로 임명했다. 그는 바이에른 주의 총리였지만 동시에 미군정의 통제 아래에서의 총리였다.
1946년 12월 바이에른 지방선거가 자유선거와 비밀선거의 기치 아래 이루어졌다. [기독교 사회 연합]은 52.3%의 지지율로 바이에른 지방에서 가장 많은 지지를 받는 정당으로 등장했으며 한스 에르하르트가 첫 번째 바이에른 주 총리로 선출되었다.
1947년 1월 11일과 12일에 걸쳐 바이에른 주에서 청년 연합이 창설되었다. 먼저 세 명으로 구성된 연합위원회가 결성이 되고 같은 해 7월 프리츠 회헨베르거가 지도자로 선출되었다.

### 아데나워 집권기 (1949~1963년)

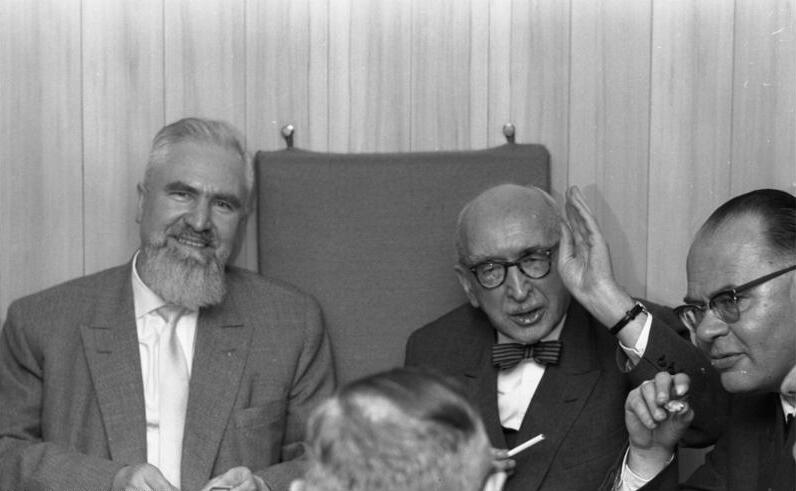
전직 바이에른 인민당 의장이자 미 군정기 바이에른 주총리였던 프리츠 셰퍼(오른쪽에서 두 번째)는 아데나워 내각에서 재무·법무장관을 지냈다.

1949년 가을에 독일의 첫 번째 연방 정부 선거가 이루어졌다. 기독교 사회 연합은 29.2%의 득표율로 연방 정부 의회에서 24개의 자리를 얻었다. 콘라드 아데나우어가 첫 번째 독일 연방 정부의 장관으로 취임했으며 3명의 기독교 사회 연합당 출신의 정치인을 연방 정부의 장관으로 임명했다. 재정의 프리츠 셰퍼, 농업과 식품의 빌헬름 니클라스, 그리고 우편과 통신의 한스 슈베르트가 당시 기독교 사회 연합 출신의 장관들이었다.
1950년 신문 „BAYERNKURIER“ 첫 번째 판이 인쇄되었다. 이전에는 요세프 뮐러가 "Der gerade Weg"라는 이름으로 출판했던 신문이다. 이전의 신문은 1948년 12월부터 1949년 4월까지 인쇄되었다.
1950년 2월 19일 프란츠 요세프 스트라우스가 빌스호펜의 볼프스테터의 지하실에서 처음으로 정치적인 잿빛 수요일에 대해 언급했다.
1953년 바이에른 주 총리였던 한스 에르하르트는 주데텐 지역에 거주하는 독일계 주민을 위한 바이에른 자유 주의 후원을 약속했다. 2차 세계 대전 이후 바이에른 지역에서 해고 비율은 전체 바이에른 인구의 25%까지 치솟았다.
1954년 지방 선거에서 기독교 사회 연합은 38.4%의 지지율로 의회에서 83석을 얻으면서 여당으로 지방 의회로 입성하였다. 그러나 1954년 12월 9일 수 많은 논의 끝에 SPD의 빌헬름 회그너가 SPD, BP, BHE, FDP의 4개당의 연정을 이끌어내면서 기독교 사회 연합은 제 1당의 지위를 잃게 된다. SPD가 중심이 된 연합당은 1957년까지 활동했다.
1957년 4개당의 연합이 깨어진 후 바이에른 지방에서는 한스 자이델이 새로운 주 총리로 당선되었다. 당시 기독교 사회 연합은 GB/BHE, FDP와 연정을 이끌어 냈고 반대 야당으로 SPD와 BP가 형성이 되었다.
1960~1969
1960년 1월 22일 건강상의 이유로 한스 자이델이 주 총리에서 물러나게 되고 다시 한스 에르하르트가 주 총리에 임명이 되었다. 1954년까지 그는 지방 의회의 장으로 활동했었다. 새로운 지방 의회의 장으로 루돌프 하노이어가 선출되었다.
1961년 기독교 사회 연합 당 대회에서 대의 투표를 통해 프란츠 요세프 스트라우스를 94.8%의 지지율로 새로운 당수로 선출하였다.
1962년 지방 선거에서 47.5%의 지지율을 받게 된 기독교 사회 연합은 처음으로 의회 좌석의 과반수가 넘는 자리를 확보하게 된다. (204석 중 108석) 바이에른의 주 총리로 알퐁스 고펠이 당선이 되었다. 내각의 정치인들은 기독교 사회 연합당 출신과 더불어 BP 출신의 정치인도 포함되었다. 새로운 기독교 사회 연합당의 당수로 루드비히 후버가 선출이 되었다.
1962년 의회는 레겐스브루크에 바이에른 지역 대학을 설립하기로 결정했다. 새롭게 설립된 다섯개의 대학 중 첫 번째 대학이었다. 레겐스부르크에 이어 1969년 아우스브루크, 1971년 바이로이트, 1972년 파소, 197년 밤베르크에 새로운 대학이 설립되었다.
1963년 잉골쉬타트에서 첫 번째 정유 회사가 운영을 시작했다. 바이에른의 경제 장관이었던 오토 쉐들은 높은 에너지 비용을 줄이기 위해 지중해 항구 마르세이유, 제노바 트리 에스테에서 석유 파이프 라인을 마련할 계획을 구축했다.
1965년 최초의 여성 독일 연방 하원 부의장으로 기독교 사회 연합 출신의 마리아 프롭스트가 선출되었다.
1966년 11월 7일 한스 자이델 재단이 설립이 되었고 1967년부터 활동을 시작하였다. 첫 번째 회장으로 프리츠 피어클이 부임하였고 그는 1993년 8월 19일 죽음과 함께 재단 회장의 자리에서 물러났다.
1968년 당 의회는 새로운 규정의 필요성에 대해 동감하고 6월 12일과 13일에 걸친 전당 모임을 통해 그들 조직 이름의 개편을 단행했다. 주 의회, 주 회장, 전무 이사 및 지역 집행위원회는 당 의회, 당 회장, 집행위원회 및 당위원회로 변경되었다.
1970~1979
1970년 바이에른 주는 유럽에서 처음으로 환경부를 구성하게 되고 첫 번째 장관으로 막스 스트라이벨을 임명한다.
1971년 제롤드 탄들러가 사무 총장의 자리를 역임하게 되었다. 그는 기독교 사회 연합당의 지역 주요 조직 개편에 대한 의지를 보였다. 당수였던 프란츠 요세프 스트라우스는 새로운 사무 총장인 제롤드 탄들러의 옆에 플로리안 할란더를 주 정부 관리자로 두었다. 그 이후 사무총장과 주 정부 관리자는 공식적으로 함께 일하게 되었다.
1972년 영토 개혁과 선거구 개편이 이루어졌다. 기독교 사회 연합은 새로운 행정 구역으로 재편되었다.
1973년 프란츠 요세프 스트라우스의 발의로 바이에른 주 정부는 독일 헌법 재판소에 독일 연방정부와 동독간의 기본 조약에 관한 소송을 제기했다. 독일 헌법 재판소는 6월에 어떠한 해석에서도 해당 조약은 기본 법과 일치한다는 판결을 내렸다. 그것은 동독의 시민들도 독일의 기본 헌법의 적용을 받는 다는 것을 증명했다. 기독교 사회 연합과 바이에른 주에서 제기된 기본 조약에 대한 소송은 헌법 관련 기관들이 독일의 통일에 대한 믿음이 있었다는 것을 보여준다.
1974년 지금까지 빌스호펜에서 열렸던 정치적인 잿빛 수요일이 처음으로 파소의 니벨룽엔할레에서 개최되었다.
1974년 기독교 사회 연합은 62.1%의 표를 받고 132석의 자리를 확보했다. 이는 주 의회 선거에서 얻은 결과 중 가장 높은 성과를 낸 결과이다. 주 의회 의장으로 루돌프 하노이어와 주 정부 총리로 알퐁스 고펠이 연임하였다. 당수로 알프레드 자이델에 이어 아우구스트 랑이 선출되었다.
1974년 처음으로 내각의 여성 구성원으로 바이에른 주의 문화부 장관으로 마틸데 베그호퍼-바이히너스가 임명되었다.
기독교 사회 연합 당수인 프란츠 요세프 스트라우스가 1975년 독일 정치인으로는 처음 모택동과 만남을 가졌다.
1976년 빌드바드 크로이스에서 CDU와의 문제를 해결하기 위해 모였다. 한 차례 갈등이 있었던 CDU와의 관계는 다시 연합에의 의견을 서로 확인 후 연정 관계를 형성하게 되었다.
1978년 주 의회 선거에서 59.1%의 득표율과 129석을 확보하게 되었다. 주 의회는 새로운 주 의회 의장으로 프란츠 호이블을 선출했다. 그는 1960년부터 재직해온 루돌프의 뒤를 이었다. 프란츠 요세프는 주 총리가 되었다. 그는 알퐁스 고펠의 뒤를 이었다.
1980년 프란츠 요세프 스트라우스가 서독의 수상 후보로 나섰다. 총 선거에서 연합 정당이 총 44.5%의 득표율을 보였지만 SPD/FDP 정부를 대신하지 못했다. FDP의 득표율이 명확해지자 SPD와 FDP의 연합이 강해졌기 때문이다. 바이에른 주에서 기독교 사회 연합당은 연방 하원 선거에서 57.6%의 득표율을 보였고 전국 평균 10.3%의 득표율과 52명의 연방 하원 의원을 배출하였다.

### 재집권 (1982~1998년)
1983년 프란츠 요세프 스츠라우스의 중재로 동독에 1억 마르크의 보조금이 지급되었다. 이는 서독과 동독의 관계 개선에 영향을 주었으며 동독의 시민들의 서독에 대한 인식을 개선하는 데 큰 영향을 주기도 했다.
1987년 프란츠 요세프 스트라우스는 기독교 사회 연합의 대표단과 함께 모스크바에서 당시 소련 공산당의 미하일 고르바쵸프를 만났다.
1988년 바이에른 주의 총리였던 프란츠 요세프 스트라우스가 레겐스부르크의 한 병원에서 73세의 나이로 타계하였다. 그는 주 장관, 기독교 사회 연합의 수장을 역임하였으며, 27년의 세월을 기독교 사회 연합의 당수와 바이에른의 주 총리의 역할을 하였다.
1988년 막스 스트라이벨이 새로운 주 총리로 선출되었다. 마틸데 베르그호퍼-바이히너가 최초의 여성 부총리로 임명되었다.
1988년 테오 바이겔이 98.3%의 득표율로 새로운 기독교 사회 연합의 당수로 선출되었다.
1989년 오랜 기간 당수로 활동했던 프란츠 요세프 스트라우스의 이름을 따서 기독교 사회 연합은 뮌헨 님펜부거 거리의 건물을 „프란츠 요세프 스트라우스 건물“ 이라고 명명했다.
1990년 라이프치히에서 다수의 자유 보수주의 진영과 기독교 정당이 기독교 사회 연합의 보호 아래 DSU로 연합하였다. 초대 당수로 토마스 교회의 목사였던 한스 빌헬름 에빌링이 선출되었다. 새로이 설립된 당은 1990년 6월 17일 인민 의회에 DDR의 연방 독일 정부로의 가입을 제안했다.
1990년 독일 연방 공화국의 재무 장관이었던 테오 바이겔은 DDR과 통화, 경제, 사회 노동 조합에 관여하는 기관의 설립에 관한 국가 조약에 체결했다. 이는 독일의 통일에 큰 영향을 끼쳤다.
1990년 10월 3일 동독 지역의 멕클렌브루크-포어포메른, 브란덴부르크, 작센-안할트, 작센 자유주, 튀링엔이 독일 기본법이 적용되는 범위 안으로 들어왔다. 이는 독일이 한 국가로 완전한 통일을 이루게 된 것이었다. 1990년 8월 31일 BRD와 DDR사이에 독일의 통일을 국제 법적 근거를 가진 계약이 체결되었다.
1990년 독일 연방 공화국 재무 장관이었던 테오 바이겔은 독일 연방 공화국 내의 소련 군대를 철수하는 것에 대한 조약을 소련과 체결했다.
1990년 처음으로 이루어진 독일 연방 하원 선거에서 기독교 사회 연합은 51.9%의 득표율을 보였고 전국 평균 7.1%의 지지율을 받았다. 총 5명의 장관을 배출했다: 테오 바이겔(재무), 이간츠 키쉘(농업), 볼프강 뵛쉬(우편, 통신), 게르다 헤셀펠트(계획, 건축 및 도시 개발), 그리고 칼-디에터 스프랑어(경제 협력). 한스 클라인은 독일 연방 공화국의 부대통령으로 임명되었다.
1992년 독일 연방 공화국 재무 장관이었던 테오 바이겔과 독일 연방 공화국 외무 장관이었던 한스-디트리히는 마스트리히트 조약을 체결했다.
1993년 에드문트 슈토이버는 은퇴하는 막스 스트리벨에의 후계자로 선출되었다.
1999년 새로운 당은 새로운 바이에른 주 총리로 에드문트 슈토이버를 93.4%의 지지율로 선출하고 이전의 바이에른 주 총리였던 테오 바이겔을 해임한다.

### 2000년대 이후
2001년 바이에른 주의 높은 수준의 BSE 위기에 대처하기 위해 바이에른 정부는 건강, 영양, 그리고 소비자 보호를 위한 새로운 부서를 만들기로 결정했다. 에버하르트 지너가 새로운 부서의 장으로 임명되었고 그의 지휘 아래 건강과 식품 안전에 관한 부서가 재편되었다.
2002년 에드문트 슈토이버가 독일 연방 공화국의 수상 후보로 나섰다. 베를린 캠프에서는 „팀 40 플러스“가 결성되었다. 팀은 에드문트 슈토이버, CDU의 수장 앙겔라 메르켈, 기독교 사회 연합당의 의장 마이클 글로스, 양당의 비서 토마스 고펠과 로렌츠 마이어와 그 외 관련 사람들로 이루어졌다.
2002년 연방 하원 선거에서 기독교 사회 연합당의 최고의 결과를 이루어낸다. 58..6%의 득표율과 전국 평균 9%의 득표율을 기록하게 된다. 연방 의회 248석 중 58석을 얻었다.
2003년 바이에른 주 선거에서 기독교 사회 연합당은 60.7%의 득표율과 180석의 의회 좌석 중 124석을 차지했다. 처음으로 의회의 3분의 2가 넘는 자리를 차지하게 된 것이다.
2005년 뮌헨의 녹켄베르크에서 기독교 사회 연합당은 그들의 창당 60주년 행사를 진행했다. 1,000명의 넘는 축하 손님들이 모였고 연방 수상인 앙겔라 메르켈도 자리를 빛내주었다.
2006년 에드문트 슈토이버는 2006년 바이에른 균형 예산을 달성했다. 이후 바이에른 주에서는 추가적인 부채가 발생하지 않았다.
2006년 기독교 사회 연합의 당수였던 에드문트 슈토이버가 주정부와 연방정부의 관계를 재정립했다. 이는 독일의 역사적인 순간으로 기록되고 있다. 연방 의회의 동의가 있은 후 상원과 연방 하원들도 연방주의 개혁에 동참하기 시작했다.
2007년 CDU와 연합하여 독일의 제 1정당인 기독교 사회 연합은 젊고 새로운 정치인들을 발굴하고 기르기 위해 아카데미를 개설했다. 전문 강사의 강의, 학계, 언론, 및 공공행정에 관한 지식을 향상시킬 수 있는 주말 프로그램 등으로 구성되었다.
2007년 바이에른 내무 장관 귄터 벡스타인이 바이에른 주 의회 총리로 당선되었다. 에드문트 슈토이버는 14년의 임기를 마치고 귄터에세 자리를 물려주었다.
2007년 바이에른 경제 장관 에르빈 후버가 72세의 나이로 새로운 기독교 사회 연합의 당수로 선출되었다. 기독교 사회 연합당 대표단은 2008년 연방 선거의 대표 후보자로 바이에른의 내무장관이었던 귄터 벡스타인을 지명했다. 당시 에드문트 슈토이버는 2007년 1월 8년 동안의 당수자리의 사임을 발표했고 당 대표단은 만장일치로 그를 명예 이사장으로 추대했다.
2008년 기독교 사회 연합은 호르스트 제호퍼를 90.34% 득표율로 새로운 당수로 선출했다.
2008년 바이에른 의회의 구성원들에게 184표중 104표를 받은 호르스트 제호퍼는 바이에른 주의 총리로 선출이 되었다. 동시에 그는 음식, 농업, 그리고 소비자 보호를 담당하는 연방 장관으로 활동하였다.
„우리는 미래를 만들어 갑니다.“ 2010년 2월부터 기독교 사회 연합은 ‚2010 Plus‘를 시작하였다. 어떤 당보다 시민들에게 더 가까이 다가가 대화를 할 것이고 지속적인 상호작용이 이루어질 수 있도록 노력하겠다는 의지를 담은 ‚2010 Plus‘는 기독교 사회 연합당을 독일에서 가장 현대적이고 개방적인 당으로 만들겠다는 그들의 의지를 보여주고 있다.

## 기민련(CDU)과의 관계
기사당(CSU)은 기민련(CDU)의 자매정당이다. 두 정당을 합쳐 ‘연합 연정’이라 부른다. 기사당은 바이에른 지역에서만 활동하며 기민련은 바이에른 주를 제외한 전 지역에서 활동한다. 기사당에서는 수상이 나오고 있지 않지만, 4대 의장인 프란츠 요세프 슈트라우스와 6대 의장 에드문트 슈토이버는 1980년 선거와 2002년 선거에서 기민•기사연합 측 수상 후보로 선출되었다. (두 번 모두 사민당(SPD)에서 수상을 배출했다.) 연방 차원에서는 두 정당 모두 독립적이다.
창당 이래로 줄곧 기사당은 기민련보다 더 보수적이라고 평가받는다. 기사당과 바이에른 주는 세계 2차 대전 후에 독일이 두 개의 주로 나뉘는 것에 대해 동의하지 않았기 때문에 독일연방공화국 설립조약에 서명하지 않았다. 바이에른 주는 별도로 구별된 비연방적 경찰 및 사법시스템을 갖고 있는 주이지만, 기사당은 독일 의회, 정부, 연방하원, 의회 선거 등 모든 독일 정치에 적극적으로 참여하고 있다.

## 연정 역사
| 이름                                         | 재임기간(날짜)                              | 정당            | 내각구성 | 기간                                | 연정                           |
| -------------------------------------------- | ------------------------------------------- | --------------- | -------- | ----------------------------------- | ------------------------------ |
| 콘라트 아데나워(konrad adenauer)             | 1949년 9월 15일 ~ 1963년 10월 16일(5144일)  | 기독민주당(CDU) | 1차      | 1949년 9월 15일 ~ 1953년 10월 20일  | 기독사회당, 자유민주당, 독일당 |
|                                              |                                             |                 | 2차      | 1953년 10월 20일 ~ 1957년 10월 29일 | 기독사회당, 자유민주당, 독일당 |
|                                              |                                             |                 | 3차      | 1957년 10월 29일 ~ 1961년 11월 14일 | 기독사회당, 독일당             |
|                                              |                                             |                 | 4차      | 1961년 11월 14일 ~ 1962년 12월 13일 | 기독사회당, 자유민주당         |
|                                              |                                             |                 | 5차      | 1962년 12월 14일 ~ 1963년 10월 11일 | 기독사회당, 자유민주당         |
| 루트비히 에르하르트(Ludwig Erhard)           | 1963년 10월 16일 ~ 1966년 12월 1일(1142일)  | 기독민주당(CDU) | 1차      | 1963년 10월 17일 ~ 1965년 10월 26일 | 기독사회당, 자유민주당         |
|                                              |                                             |                 | 2차      | 1965년 10월 26일 ~ 1966년 11월 30일 | 기독사회당, 자유민주당         |
| 쿠르트 게오르크 키징거(Kurt Georg Kiesinger) | 1966년 12월 1일 ~ 1969년 10월 21일(1055일)  | 기독민주당(CDU) | 1차      | 1966년 12월 1일 ~ 1969년 10월 21일  | 사회민주당, 기독사회당(대연정) |
| 빌리 브란트 (Willy Brandt)                   | 1969년 10월 21일 ~ 1974년 5월 7일(1659일)   | 사회민주당(SPD) | 1차      | 1969년 10월 22일 ~ 1972년 12월 15일 | 자유민주당                     |
|                                              |                                             |                 | 2차      | 1972년 12월 15일 ~ 1974년 5월 7일   | 자유민주당                     |
| 발터 셸 (Walter Scheel)(총리대행)            | 1974년 5월 7일 ~ 1974년 5월 16일(9일)       | 자유민주당(FDP) | 1차      | 1974년 5월 7일 ~ 1974년 5월 16일    | 사회민주당                     |
| 헬무트 슈미트 (Helmut Schmidt)               | 1974년 5월 16일 ~ 1982년 10월 1일(3060일)   | 사회민주당(SPD) | 1차      | 1974년 5월 16일 ~ 1976년 12월 14일  | 자유민주당                     |
|                                              |                                             |                 | 2차      | 1976년 12월 16일 ~ 1980년 11월 4일  | 자유민주당                     |
|                                              |                                             |                 | 3차      | 1980년 11월 6일 ~ 1982년 10월 1일   | 자유민주당                     |
| 헬무트 콜(Helmut Kohl)                       | 1982년 10월 1일 ~ 1998년 10월 27일(5870일)  | 기독민주당(CDU) | 1차      | 1982년 10월 4일 ~ 1983년 3월 29일   | 기독사회당, 자유민주당         |
|                                              |                                             |                 | 2차      | 1983년 3월 30일 ~ 1987년 3월 11일   | 기독사회당, 자유민주당         |
|                                              |                                             |                 | 3차      | 1987년 3월 11일 ~ 1991년 1월 18일   | 기독사회당, 자유민주당         |
|                                              |                                             |                 | 4차      | 1991년 1월 18일 ~ 1994년 11월 17일  | 기독사회당, 자유민주당         |
|                                              |                                             |                 | 5차      | 1994년 11월 17일 ~ 1998년 10월 26일 | 기독사회당, 자유민주당         |
| 게르하르트 슈뢰더(Gerhard Schröder)          | 1998년 10월 27일 ~ 2005년 11월 22일(2583일) | 사회민주당(SPD) | 1차      | 1998년 10월 27일 ~ 2002년 10월 22일 | 녹색당                         |
|                                              |                                             |                 | 2차      | 2002년 10월 22일 ~ 2005년 10월 18일 | 녹색당                         |
| 앙겔라 메르켈(Angela Merkel)                 | 2005년 11월 22일 ~ 현재                     | 기독민주당(CDU) | 1차      | 2005년 11월 22일 ~ 2009년 10월 28일 | 사회민주당, 기독사회당(대연정) |
|                                              |                                             |                 | 2차      | 2009년 10월 28일 ~ 현재             | 기독사회당, 자유민주당         |

## 같이 보기
- 독일의 정당 목록